# محمد إل كنز
محمد إل كنز هو لاعب كرة قدم ومدرب كرة قدم جزائري في مركز مهاجم ‏، ولد في أكتوبر 1937 في سكيكدة في الجزائر. لعب مع نادي ستراسبورغ.